# Stephen Lybrook Neal
Stephen Lybrook Neal (ur. 7 listopada 1934 w Winston-Salem, Karolina Północna) – amerykański polityk związany z Partią Demokratyczną.
W latach 1975–1995 przez dziesięć kadencji Kongresu Stanów Zjednoczonych był przedstawicielem stanu Karolina Północna w Izbie Reprezentantów Stanów Zjednoczonych.